# Boris Iwanowitsch Prijmak
Boris Iwanowitsch Prijmak (russisch Борис Иванович Приймак; * 29. Maijul. / 11. Juni 1909greg. in Nowotscherkassk; † 17. Februar 1996 in Kiew) war ein sowjetischer Architekt.

## Leben und Wirken
Prijmak beendete 1930 die architektonische Fakultät des Charkower Kunstinstituts. Von 1955 bis 1972 war er Chefarchitekt von Kiew. Er unterrichtete am Kiewer Kunstinstitut (ab 1971 als Professor). Prijmaks Hauptarbeiten finden sich in Kiew (teilweise zusammen mit anderen Architekten):
- der Generalbauplan der Stadt (1947),
- das Projekt des Planierens und des Wiederaufbaus des Chreschtschatyk-Boulevards (1945–1954),
- das Wohnhaus am Leo-Tolstoi-Platz (1949–51),
- das Kiewer Hauptpostamt (1952–1957),
- das Hotel „Moskwa“ (Готель «Москва» 1954–1961; heute: Готель «Україна», Hotel Ukrajina),
- der Generalbauplan der Stadt bis zum Jahr 2000 und das Projekt des Stadtzentrums (1961–1967), sowie
- die Metrostationen: Завод « Більшовик » (Zawod „Bilschowyk“, heute: Шулявська,  Schuljawska, 1963) und  Нивки (Nywky, 1972).

Prijmak war seit 1952 Mitglied der KPdSU. Er wurde mit dem Leninorden, sowie weiteren Orden und Medaillen ausgezeichnet. 1970 wurde ihm der Titel Verdienter Architekt des Volkes der UdSSR verliehen.

## Galerie

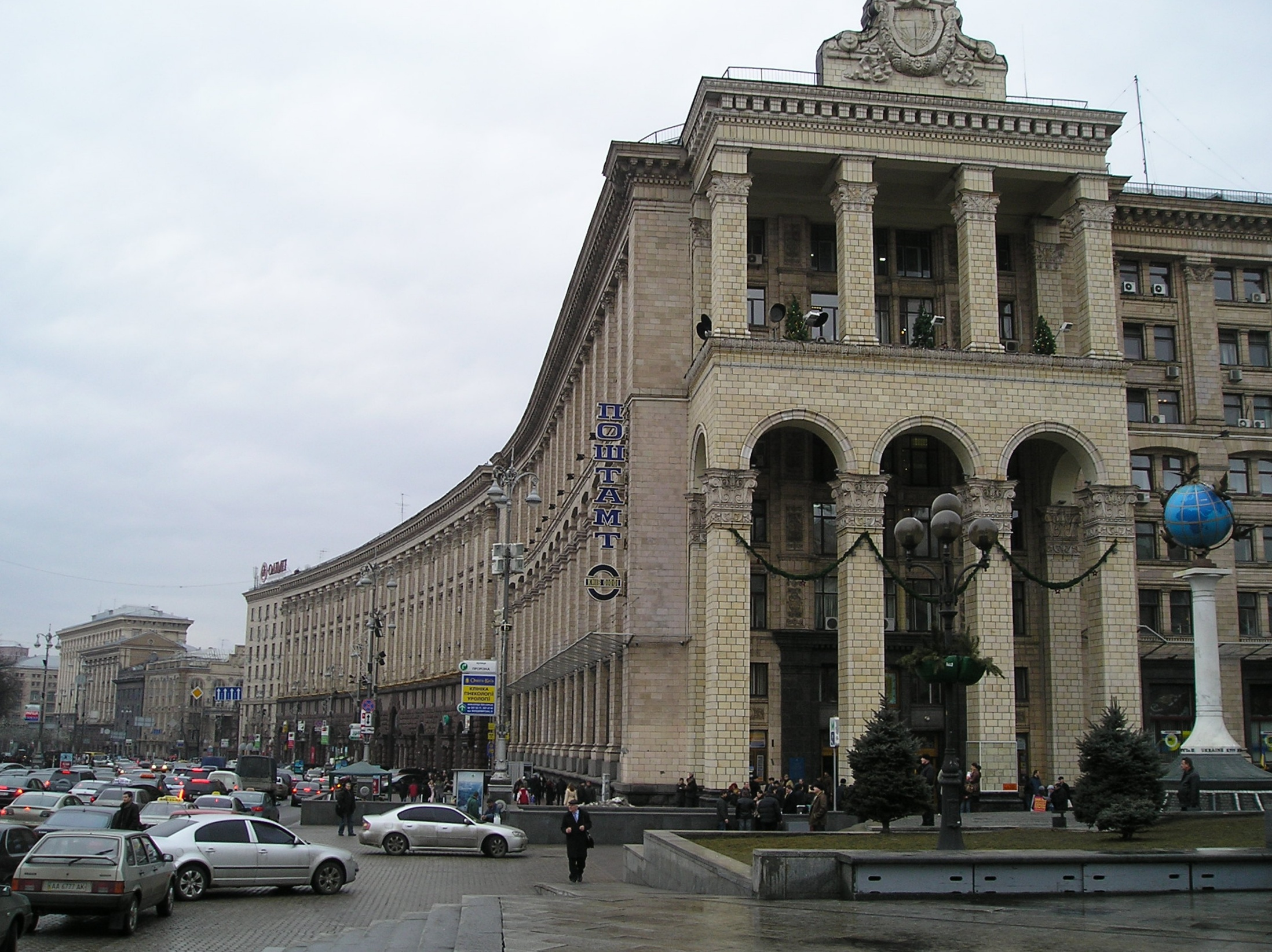
Kiewer Hauptpostamt (1952–1957)
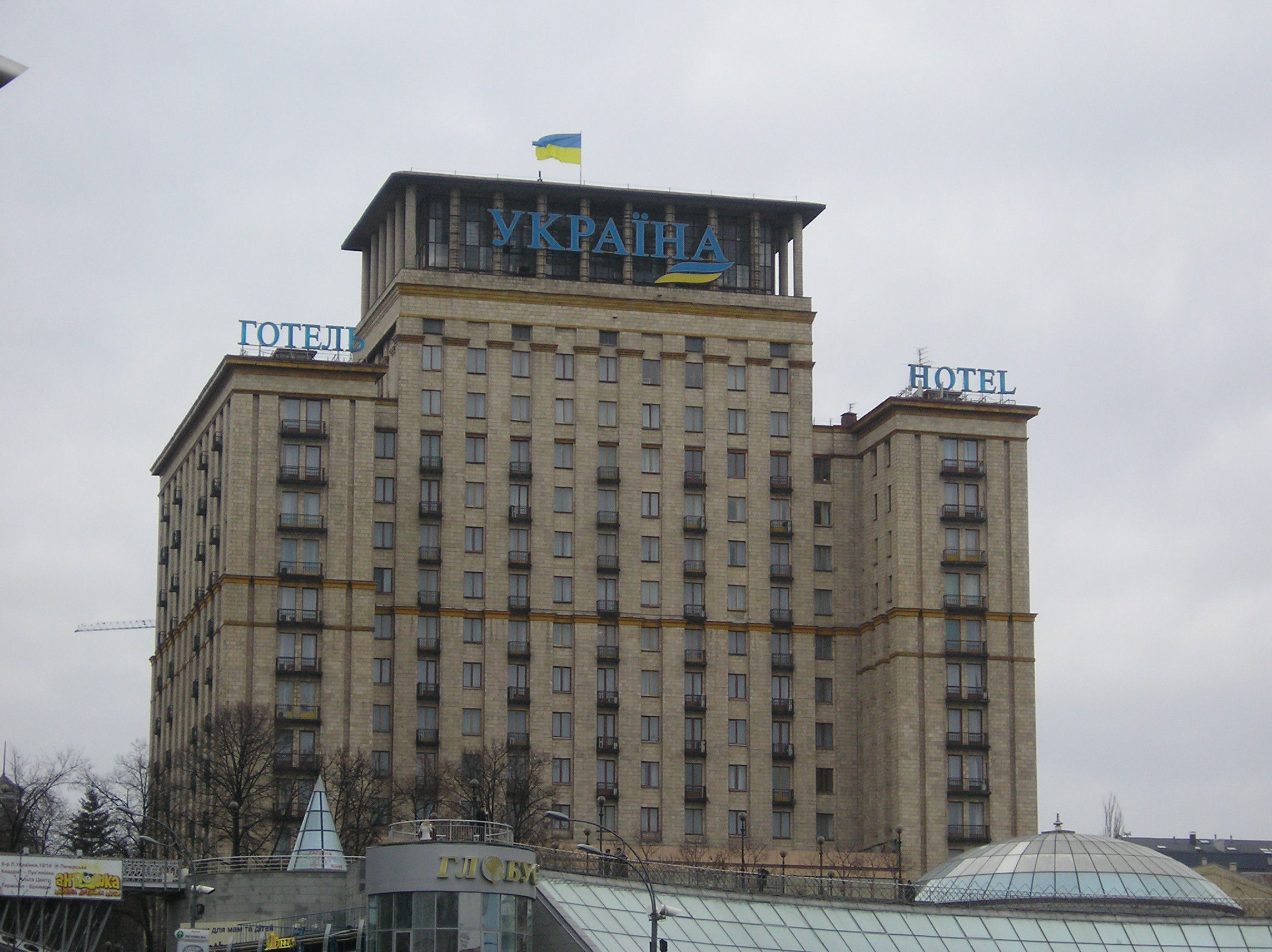
Hotel Ukrajina (1954–1961)
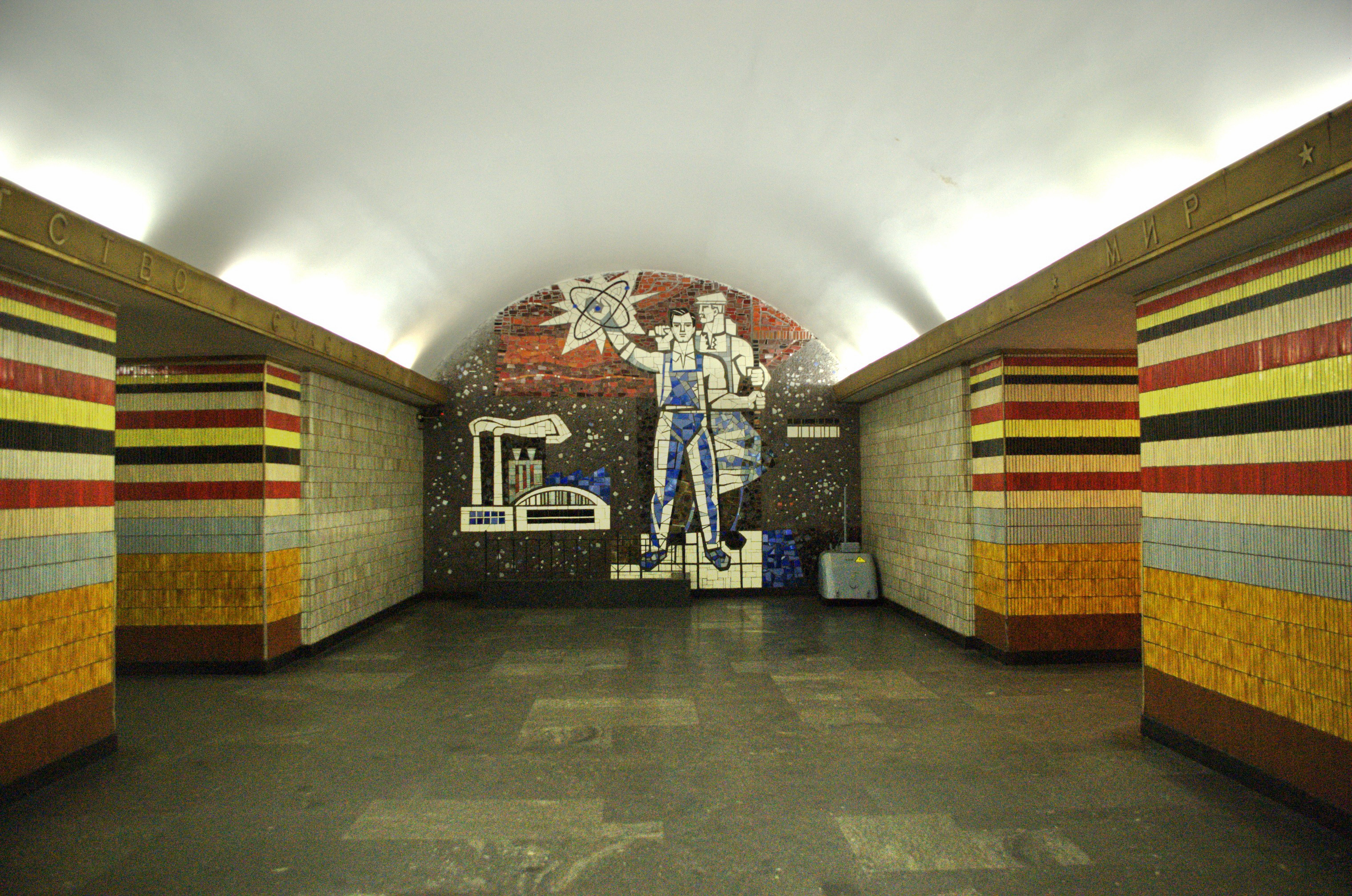
Station „Schuljawska“ der Kiewer Metro (1963)